# Titagarh Rail Systems
Titagarh Rail Systems Ltd., nota in precedenza come Titagarh Wagons, è un'azienda indiana metalmeccanica attiva nella produzione di convogli e materiali ferroviari, principalmente per Indian Railways, attrezzature minerarie e navi. È quotata presso la Borsa di Mumbai e presso il National Stock Exchange of India.

## Storia
La compagnia fu costituita il 3 luglio 1997 e nel corso dell'anno successivo acquistò da Titagarh Steels l'impianto e i macchinari di Titagarh precedentemente destinati alla divisione ferroviaria. Proprio nel 1998 la compagnia ricevette il primo ordine da parte di Indian Railways per la costruzione di vagoni BOXN e BCNA.
Nel 2005 è entrata in contatto con l'indiana Hyderabad Industries per l'acquisto della divisione ingegneria pesante, con effetto a partire dal 2008.
Nel 2015 attraverso la newco Titagarh Firema Adler, costituita insieme all'azienda italiana Adler Plastic, acquistò le attività societarie dell'italiana Firema Trasporti. Tre anni dopo, in seguito alla cessione da parte di Adler della propria quota nella società, Titagarh ne assunse il pieno controllo mutando la denominazione in Titagarh Firema.
Nel 2017 ha avviato una joint venture con la francese Matiere S.A.S. denominata Matiere Titagarh Bridges Private, partecipata pariteticamente al 50%, per la produzione di ponti Bailey. Successivamente nel 2020 ha acquistato il 50% delle azioni detenute dalla controparte.